# Neiva (Colômbia)
Neiva é uma cidade no sul da Colômbia, capital do departamento de Huila, com uma população aproximada de 350 mil habitantes.Está localizada entre a cordilheira oriental e central, numa planície sobre a margen oriental do río Magdalena, no vale do mesmo nome cruzada pelo río Las Ceibas e rio del Oro. Sua extensão territorial de 1533 km², sua altura de 442 metros acima do nível do mar e sua temperatura promédio de 27,7°C.
Como capital do departamento, Neiva, alberga as sedes da Governacão do Huila, a Assembléia Departamental, o Tribunal Administrativo do Huila, a Promotoria Geral, a Contraloría Departamental, a Procuradoria Regional, a Direção de Impostos e Aduanas Nacionais, a área metropolitana, a subregião norte, a Corparação Regional Autônoma do Alto Magdalena e outras instituições e organismos do Estado, assim como a Universidade Sulcolombiana, a Caixa de Compensação Familiar do Huila, a Câmara de Comércio, além disso, é a sede de empresas oficiais, como as departamentais Electrohuila; e as municipais Empresas Públicas de Neiva. é sede episcopal da Diocese de Neiva.
Sua área metropolitana possui uma economia muito dinâmica baseada no turismo ecológico, gastronomía, indústria e comercio. É uma das regiões metropolitanas colombianas ainda não oficiais, mas existente de fato no norte do departamento do Huila.
Seus municípios satélites são Rivera, Palermo,Tello, Baraya, Aipe, Villavieja e Campoalegre. Tem 489.314 habitantes.
"Neiva, Capital Bambuquera da América" e "Neiva, Capital do Río Magdalena" são uns do seus apelativos.